# Принц Вианский

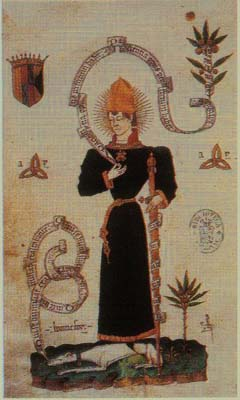
Портрет принца Карла Вианского (1421—1461)

Принц Вианский (исп. Príncipe de Viana; баск. Vianako Printzea) — один из титулов наследника испанского престола. Другие связанные с ним титулы происходят от других испанских королевств, которые образовали Испанию: Принц Астурийский, принц Жиронский, герцог Монтблан, граф Сервера и сеньор Балагер.

## История
Первоначально титул принца Вианского являлся титулом наследника королевства Наварра. Он был создан в 1423 году королем Наварры Карлом III Благородным для его внука Карла (1421—1461), рожденного от брака между его дочерью Бланкой I Наваррской (1387—1441) и будущим королем Арагона Хуаном II (1398—1479). Этот титул также использовал Гастон Вианский (1444—1470), сын и наследник Элеоноры Наваррской (1426—1479) и Гастона IV де Фуа (1423—1472).
Согласно документу от 20 января 1423 года, в состав новых владений принца Карла Вианского входили: города Вьяна, Лагуардия, Сан-Висенте-де-ла-Сонсьерра, Бернедо, Агилар, Лапобласьон, Сан-Педро, Кабредо, Кампесо, замки Мараньон, Торо и Феррера.
Из-за ряда исторических событий, таких как династический союз между королевой Изабеллой I Кастильской и королем Арагона Фердинандом II, а также испанским вторжением и аннексией Наварры Фердинандом Католиком, титул принца Вианского утратил свое значение. Это усугублялось, тем что Наварра в конечном итоге была разделена между Францией и Испанией. Титул принца Вианского недавно был возрожден, он символизирует историческую преемственность бывшего королевства Наварры в рамках единой испанской монархии.
Действующим обладателем титула принцессы Вианской является принцесса Леонор (род. 2005), старшая дочь короля Испании Филиппа VI и королевы Летисии. Леонор также использует другие титулы наследницы испанской короны: Принцесса Астурийская, принцесса Жиронская, герцогиня Монтблан, графиня Сервера и сеньора Балагер.